# Jerome McCarthy
E. Jerome McCarthy é um autor norte-americano criador dos "quatro P's": Produto, Preço, Praça e Promoção, que compõem o "Composto de Marketing". O conceito foi depois popularizado por Philip Kotler.
McCarthy foi professor de marketing da Universidade Estadual de Michigan. Autor de Marketing Básico - Uma visão gerencial, em dois volumes, já publicado pela Editora Zahar Editores, e de vários livros utilizados até hoje em Universidades e Faculdades de Administração e Marketing. Prestou consultoria em estratégia de marketing a muitas empresas norte-americanas e estrangeiras.

## Livro
De acordo com o supervisor da edição brasileira (1976), trata-se do "livro estrangeiro que melhor se amolda às necessidades atuais do Brasil, na etapa de desenvolvimento em que hoje nos encontramos". 
Essa visão, realidade e contexto da época mostra um momento do país em profundas transformações sociais, econômicas e culturais , o que corresponde com a inserção de técnicas de administração mais aprimoradas e modernas, para a época.
Disso, vem uma evolução do pensamento em marketing, dos métodos, da mídia, da infraestrutura de telecomunicação e da disseminação do conhecimento profissional da área.